# كأس تونس 2000–01
كأس تونس لكرة القدم 2000-2001 هو الموسم رقم 45 منذ الاستقلال وال70 منذ إنشائه من كأس تونس لكرة القدم.

فاز بهذا الموسم النادي الرياضي لحمام الأنف، وجاء ثانيا النجم الرياضي الساحلي.

## روابط خارجية
- الموقع الرسمي للجامعة التونسية لكرة القدم.